# L'executor (pel·lícula de 1970)
L'executor (títol original en anglès: The Executioner) és una pel·lícula britànica dirigida per Sam Wanamaker i estrenada el 1970. Ha estat doblada al català.

## Argument
John Shay, agent britànic del Secret Intelligence Service, sospita que una falla en la seguretat és a l'origen del fracàs de les operacions britàniques portades a Viena. Persuadeix la seva amiga Polly, secretaria a la seu de la Intelligence Service, de facilitar-li l'accés als fitxers secrets. Les informacions que descobreix el porten a sospitar l'agent Adam Booth (amb la dona del qual, Sarah, ha tingut una relació) de ser un agent doble de la Unió Soviètica. Quan Shay comparteix les seves sospites als seus superiors, aquests refuten el que pensen que són acusacions sense fonament i el suspenen de les seves funcions. Shay continua investigant. Marxa a Istanbul per tal de recollir altres proves de càrrec contra Booth, i és víctima d'una temptativa d'assassinat. Les informacions aclaparadores que li són comunicades pel científic britànic Philip Crawford l'empenyen a executar Booth i troba en una de les seves butxaques un bitllet d'avió per a Atenes. Shay pren la identitat de Booth i s'embarca per a Atenes en companyia de Sarah. A Grècia, són capturats per agents soviètics per servir de moneda de canvi contra Philip Crawford. La parella és lliurada per un agent de la CIA, el coronel Scott, que els revela que Booth era efectivament un agent doble, però al servei dels Britànics per transmetre falses informacions als soviètics.

## Repartiment
- George Peppard: John Shay
- Joan Collins: Sarah Booth
- Judy Geeson: Polly Bendel
- Oskar Homolka: Racovsky
- Charles Gray: Vaughan Jones
- Nigel Patrick: Coronel Scott
- Keith Michell: Adam Booth
- George Baker: Philip Crawford
- Alexander Scourby: Professor Parker